# Mary Barbour

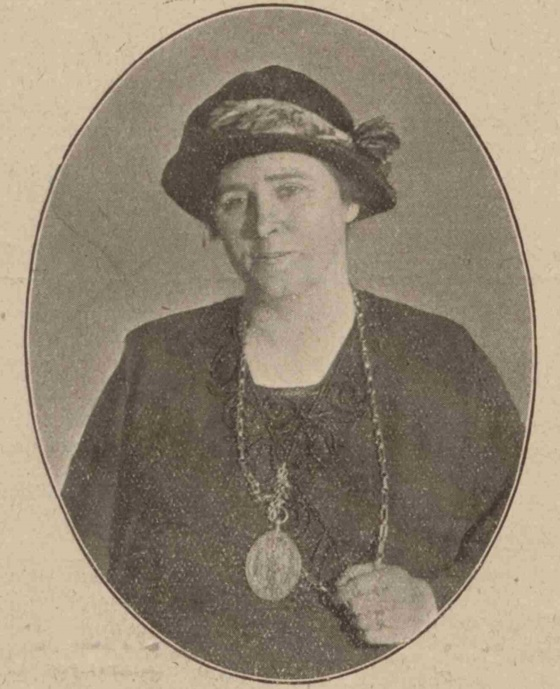
Mary Barbour in The Vote, 12. Dezember 1924

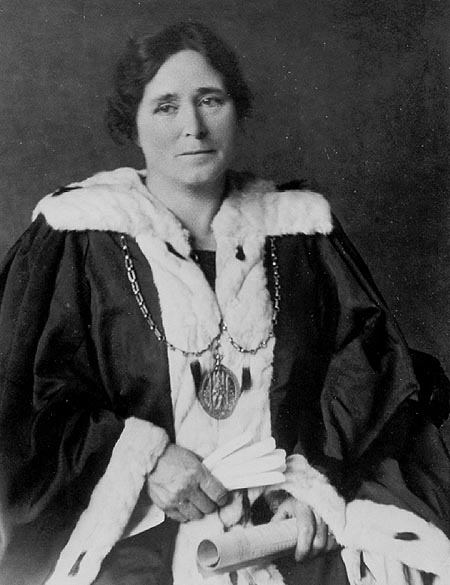
Mary Barbour in der Robe einer Bailie, 1924

Mary Barbour, geborene Rough (* 20. Februar 1875 in Kilbarchan, Renfrewshire; † 2. April 1958 im Southern General Hospital, Glasgow), war eine schottisch-britische politische Aktivistin, Stadträtin, Bailie und Magistrate. Barbour war eng mit der Red Clydeside-Bewegung zu Beginn des 20. Jahrhunderts verbunden, insbesondere aufgrund ihrer Rolle als Hauptorganisatorin der Glasgower Mietstreiks 1915. Die Demonstrantinnen wurden als „Mrs. Barbours Armee“ bekannt. Babour war Mitgründerin der Women’s Peace Crusade. Sie kandidierte für die Labour Party und wurde 1920 in den Stadtrat von Glasgow (Glasgow Town Council oder Glasgow Corporation) gewählt, wo sie den Bezirk Govan Fairfield vertrat. Sie war eine der ersten Stadträtinnen in Glasgow und eine der ersten weiblichen Bailies und Friedensrichterinnen. Im Stadtrat setzte sie sich für die Bereitstellung von Gesundheits- und Sozialdienstleistungen für Frauen und Kinder ein.

## Leben
Barbour wurde drittes von sieben Kindern von Jean, geborene Gavin, und James Rough, einem Teppichweber, geboren. Barbour besuchte die Schule bis zu ihrem vierzehnten Lebensjahr. 1887 zog die Familie in das Dorf Elderslie, wo Barbour als Fadendreherin arbeitete und schließlich Teppichdruckerin wurde. Am 28. August 1896 heiratete sie in Elderslie den Ingenieur David Barbour (1873–1957). Bei der Volkszählung von 1901 hatte sich das Paar in Govan niedergelassen, wo sie mit ihrem Sohn James lebten. Ihr Sohn David starb 1897 im Säuglingsalter. Bei der Volkszählung von 1911 war die Familie, einschließlich eines weiteren Sohnes, William, weiterhin in Govan ansässig.

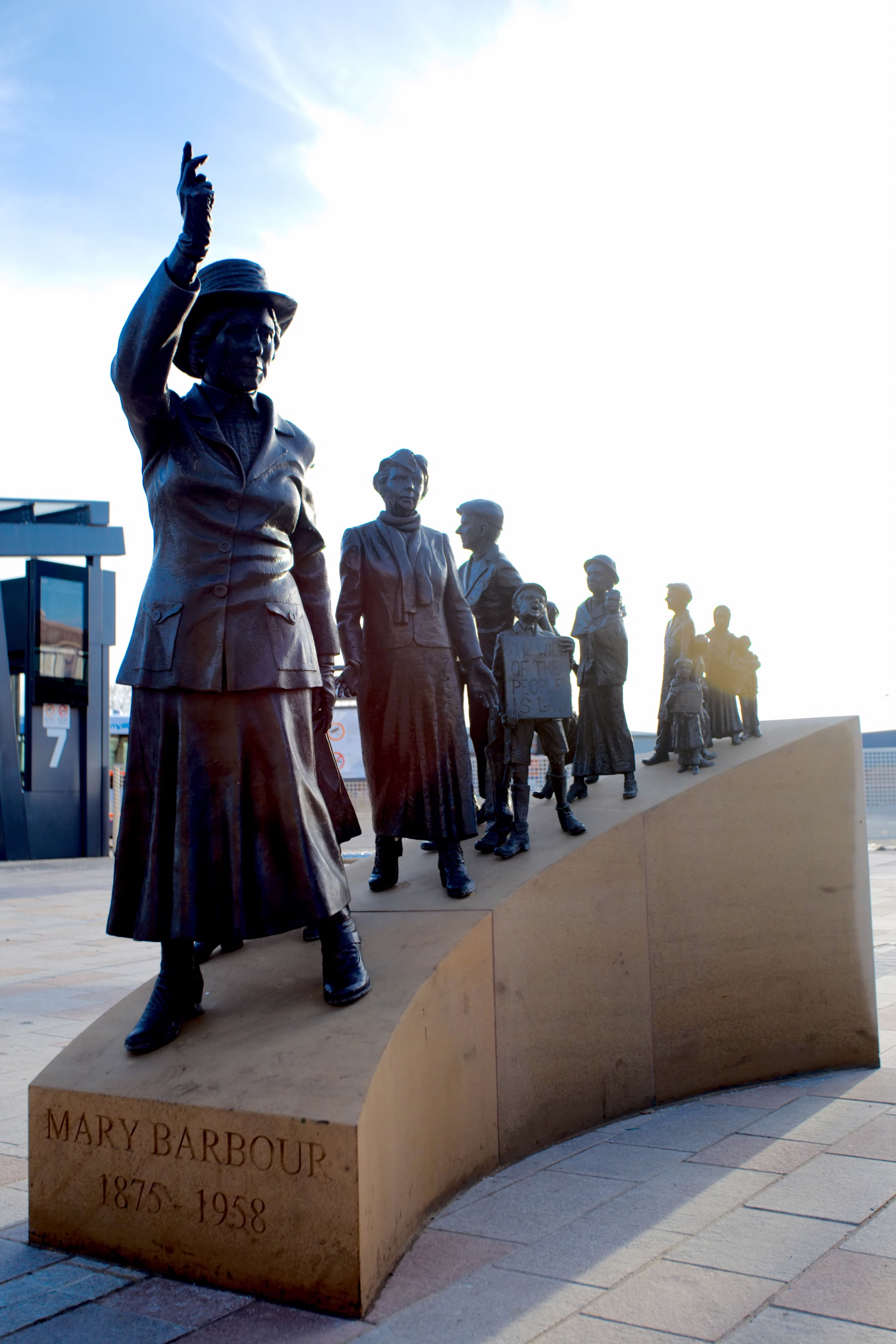
Denkmal für Mary Barbour am Govan Cross, Glasgow

Barbour wurde erstmals als Mitglied der Kinning Park Co-operative Guild politisch aktiv. Ihr politisches Engagement begann ernsthaft, als sie während der Mietstreiks in Glasgow im Jahr 1915 die South Govan Women’s Housing Association leitete und sich zusammen mit Agnes Dollan, Helen Crawfurd, Mary Laird und Mary Jeff für die Organisation von Mieterkomitees und den Widerstand gegen Zwangsräumungen einsetzte. Die Protestierenden wurden als „Mrs. Barbours Armee“ bekannt und umfassten.
Barbour war 1915 zusammen mit Crawfurd und Dollan Gründerin des Glasgow-Zweigs der Women’s International League for Peace and Freedom und des Women’s Peace Crusade (WPC) im Juni 1916. Der WPC setzte sich im Juni und Juli 1916 für eine Verhandlungslösung des Ersten Weltkriegs ein. Barbour und die anderen organisierten dies vor allem durch Open-Air-Versammlungen in Glasgow und Edinburgh. Nachdem die Verhandlungslösung unwahrscheinlich geworden war, belebten sowohl der irische Osteraufstand als auch die Russische Revolution den Friedensaktivismus in Schottland wieder. Die jährliche Maifeier 1917 im Glasgow Green versammelte 70.000 Menschen. Unter den Rednerinnen waren Barbour, Dollan und Laird vertreten. An der WPC-Veranstaltung im Juli 1917 am gleichen Ort nahmen 10.000 Menschen teil. Weitere Zweigstellen des WPC wurden daraufhin in Schottland, England und Südwales gegründet. Ihre Kampagne dauerte bis zum Ende des Ersten Weltkriegs.

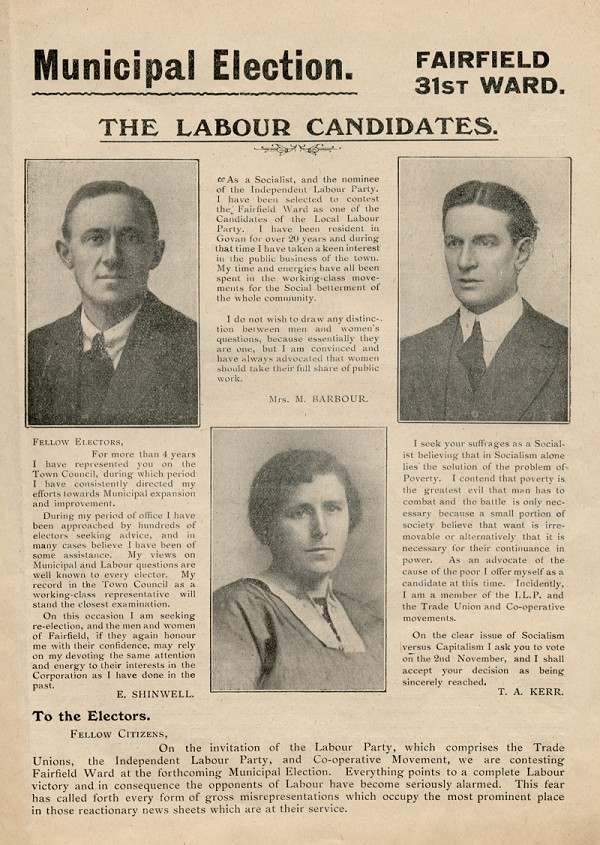
Election address der drei Labour-Kandidaten für Govan Fairfield, Stadtratswahlen 1920

1920 kandidierte Barbour als Labour-Kandidatin für den Wahlbezirk Govan Fairfield und wurde in den Stadtrat von Glasgow gewählt, wo sie zusammen mit Eleanor Stewart, ebenfalls Labour und Mary Bell, Jessica Baird-Smith und Mary Anderson Snodgrass von der Moderaten Partei eine der ersten fünf Frauen im Rat war. Während ihres Wahlkampfs hatte Barbour erklärt, dass „das Auftauchen einer Kandidatin von einigen Männern und Frauen als empörend angesehen wurde“, argumentierte jedoch, dass Stadträtinnen notwendig seien, um Probleme anzugehen, die Frauen und Kinder betreffen. Während ihrer Amtszeit setzte Barbour sich für kommunale Banken, Waschhäuser, Wäschereien und Bäder, eine kostenlose Versorgung von Schulkindern mit frischer Milch, Kinderfürsorgezentren und Spielplätze, Haushaltshilfen, Renten für Mütter und eine Kampagne gegen Tuberkulose ein.
Von 1924 bis 1927 war Barbour gewählte Baillie, zusammen mit Bell, die zur stellvertretenden River Baillie von Glasgow wurde. Die Zeitung berichtete, dass ihre Ernennungen „mit Jubel begrüßt wurde“. Barbour wurde zu einer der ersten Magistrate in Glasgow ernannt. Im Januar 1928 wurde sie Friedensrichterin für die City of Glasgow.
Ab 1925 war Barbour Vorsitzende der Glasgow Women’s Welfare and Advisory Clinic, die mit weiblichen Krankenschwestern und Ärztinnen besetzt war und die sie gemeinsam mit Nora Wattie, der Spezialistin für Kinder- und Frauengesundheit der Glasgow Corporation, gegründet hatte. Barbour hielt im August 1926 eine Rede zur Eröffnung in einem Ladenlokal in der Govan Road 51, dem ersten Ort in Schottland, an dem Beratung zu Verhütungsmitteln angeboten wurde. Im November 1926 nahm Barbour an der Eröffnung der West Govan Child Welfare Clinic teil, die noch heute vom NHS Greater Glasgow and Clyde als Elderpark Clinic genutzt wird. Barbour unermüdlich war in zahlreichen Ausschüssen tätig, die sich mit der Bereitstellung von Gesundheits- und Sozialdienstleistungen befassten. Auch nach ihrer Pensionierung im Jahr 1931 blieb Barbour in diesem Bereich engagiert.
Anlässlich von Barbours 74. Geburtstag im Jahr 1949 widmete die Lokalzeitung einen Großteil ihrer Titelseite einer Geburtstagsfeier, die zu ihren Ehren stattfand und die von der South Govan Women’s Housing Association organisiert worden war. Bailie Jack Davis vom Stadtrat hob nicht nur Barbours persönliche Leistungen hervor, sondern würdigte auch, wie sehr sie andere Frauen durch ihre Führungsqualitäten inspiriert habe.
1933 zog Barbour in Drumoyne, Glasgow, wo sie bis zu ihrem Tod lebte. Ein Jahr nach dem Tod ihres Mannes starb Barbour 1958 im Alter von 83 Jahren im Southern General Hospital in Glasgow und wurde im Craigton crematorium in Govan beigesetzt.

## Nachleben

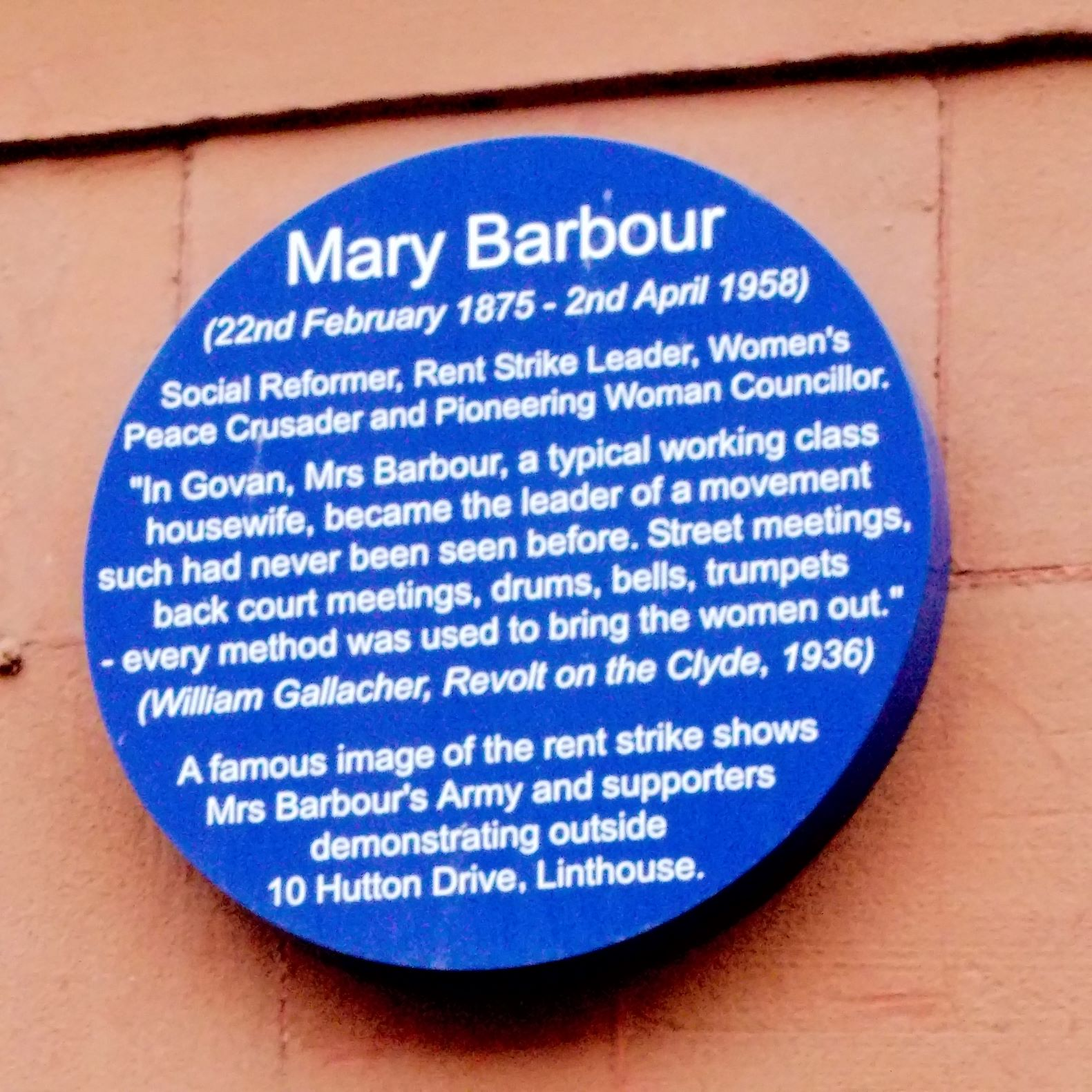
Mary Barbour Blue Plaque, 10 Hutton Drive, Linthouse

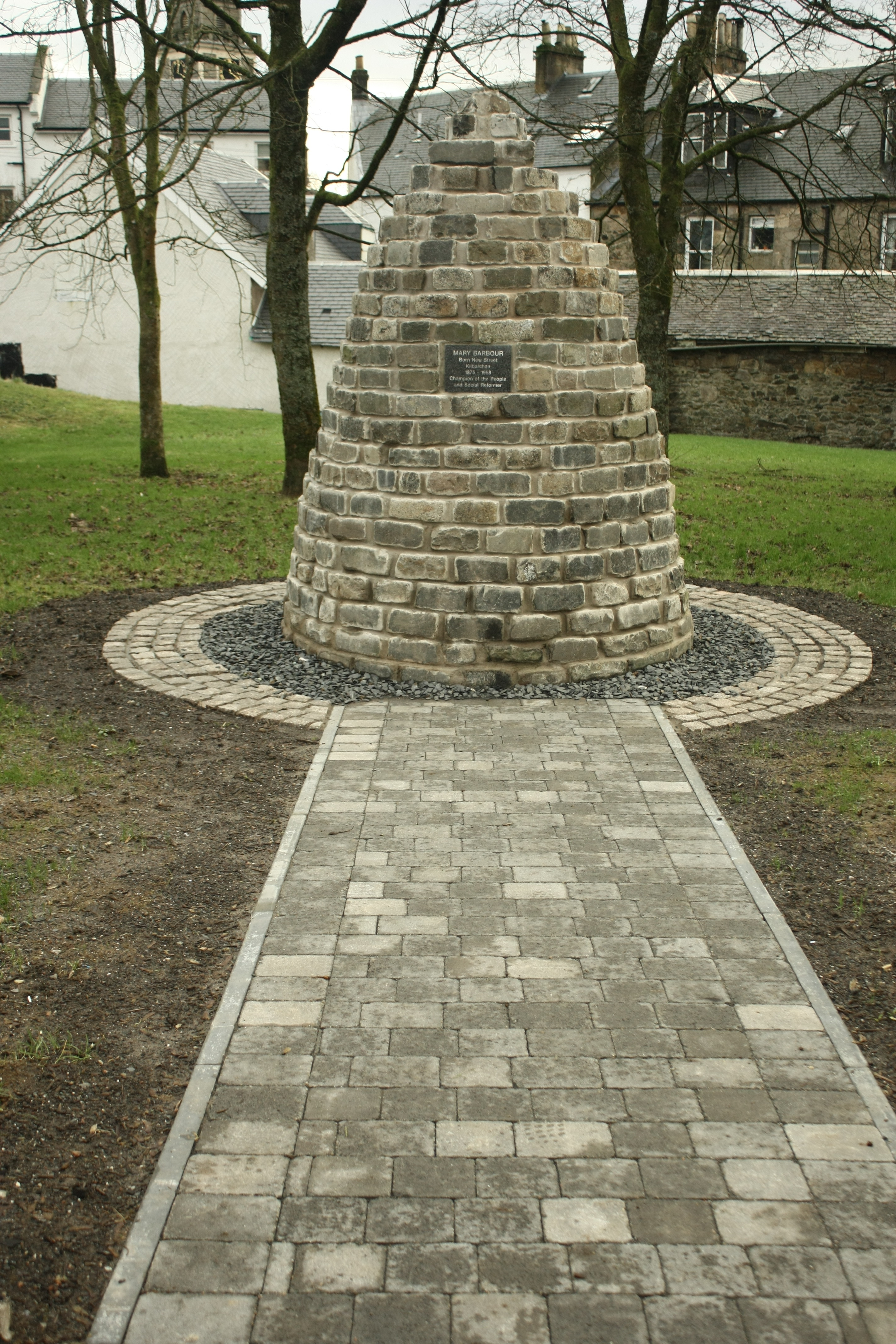
Mary Barbour Cairn in Kilbarchan

Der Song Mrs Barbour’s Army von Alistair Hulett auf seinem 2002 erschienenen Album „Red Clydeside“ handelt von Barbours Organisation des Mietstreiks im Jahr 1915. Barbour war Gegenstand einer Folge der Dokumentarserie Not Forgotten auf Channel 4 im Jahr 2007. Im Jahr 2012 strahlte das BBC Radio 4-Programm Woman’s Hour einen Beitrag über Barbour aus, nachdem Christine Finn für eine Ausstellung im National Museum of Scotland ein Gedicht mit dem Titel Mary Barbour's Rattle über sie geschrieben hatte. Mrs Barbour’s Daughters ist ein Theaterstück von A.J. Taudevin aus dem Jahr 2015. Das Stück spielt in einer Mietwohnung in Govan, wo die Erinnerungen der Hauptfigur in einer Reihe von elf Rückblenden wieder zum Leben erweckt werden.
Im Mai 2015 beschloss der Renfrewshire Council, einen Gedenkstein in Barbours Heimatdorf Kilbarchan zu finanzieren. Der Gedenkstein wurde in der New Street, wo Barbour geboren wurde, aufgestellt und am 21. November 2015 von der Provost von Renfrewshire, Anne Hall, in Anwesenheit von Barbours Nachkommen enthüllt. Das Council beschloss außerdem, einen „Mary-Barbour-Preis“ zu stiften und zu finanzieren, der jährlich an Schüler der Kilbarchan Primary School verliehen wird.
Im November 2015 brachte die Linthouse Housing Association eine Blue Plaque am Hutton Drive 10 in Linthouse, Glasgow, an, um an Barbour und andere Frauen für ihr Tun während der Mietstreiks von Glasgow im Jahr 1915 zu erinnern. Der Standort bezieht sich auf ein weithin bekanntes Bild aus der Zeit, das eine Versammlung von Menschen vor dem Mietshaus zeigt, die an einem Mietstreik teilnahmen. Der Text auf der Plakette beschreibt Barbour als „Sozialreformerin, Anführerin des Mietstreiks, Friedensaktivistin und wegweisende Stadträtin“ und enthält ein Zitat aus William Gallachers Buch Revolt on the Clyde.
Bereits 2013 wurde die Remember Mary Barbour Association gegründet mit dem Ziel ein Denkmal für Barbour in Govan zu errichten. Im September 2015 wurden fünf Bildhauer in die engere Auswahl genommen. Nach einer öffentliche Ausstellung der fünf Vorschläge, wurde schließlich der Bildhauer Andrew Brown im Februar 2016 mit der Gestaltung des Denkmals beauftragt. Es wurde 2017 fertiggestellt und am Weltfrauentag 2018 enthüllt.
Ein Wandbild mit Barbour und Isabella Elder wurde 2023 in der Crossloan Road in Glasgow angebracht. Ein weiteres Wandbild des Straßenkünstlers Jeks, das Barbour als moderne Aktivistin neu interpretiert, wurde von der Linthouse Housing Association in Auftrag gegeben und 2025 auf einen Giebel in der Govan Road in Glasgow gemalt.